# خدیجه احراری
خدیجه احراری یک سیاستمدار افغان بود و به‌طور مشترک اولین زنی بود که به عنوان نماینده پارلمان در این کشور انتخاب شد.

## زندگی‌نامه
احراری به دنبال معرفی حق رأی زنان در قانون اساسی ۱۹۶۴میلادی، یکی از چهار زنی بود که در انتخابات ۱۹۶۵میلادی به نمایندگی از هرات به پارلمان این کشور راه یافت. با این حال، اما به دلایلی در انتخابات ۱۹۶۹میلادی کشور افغانستان شرکت نکرد.